# Nguyễn Huy Dũng
Nguyễn Huy Dũng (sinh ngày 7 tháng 11 năm 1983) là một chính khách Việt Nam, hiện đang giữ chức vụ Ủy viên chuyên trách Ban Chỉ đạo Trung ương về phát triển khoa học công nghệ, đổi mới sáng tạo và chuyển đổi số. Ông từng giữ các chức vụ Cục trưởng Cục An toàn thông tin và Cục Tin học hóa. Năm 37 tuổi, ông được bổ nhiệm làm Thứ trưởng Bộ Thông tin và Truyền thông Việt Nam và trở thành Thứ trưởng trẻ tuổi nhất trong Chính phủ Việt Nam tại thời điểm đó. Tháng 9 năm 2024, Nguyễn Huy Dũng được điều động, chỉ định làm Phó Bí thư Tỉnh uỷ Thái Nguyên nhiệm kỳ 2020-2025 và được bầu giữ chức Chủ tịch UBND tỉnh Thái Nguyên. Ngày 30 tháng 6 năm 2025, ông thôi giữ các chức vụ tại Thái Nguyên và được điều động giữ chức Ủy viên chuyên trách Ban Chỉ đạo Trung ương về phát triển khoa học, công nghệ, đổi mới sáng tạo và chuyển đổi số.

## Xuất thân
Nguyễn Huy Dũng sinh ngày 7 tháng 11 năm 1983 tại Hà Nội, nguyên quán là làng Trường Lưu thuộc xã Kim Song Trường, huyện Can Lộc, tỉnh Hà Tĩnh. Ông xuất thân từ dòng họ Nguyễn Huy ở Trường Lưu, một dòng họ có truyền thống khoa bảng với nhiều người từng đỗ đạt như gia đình Uẩn Đình hầu Nguyễn Huy Tự, Thám hoa Nguyễn Huy Oánh, những người đầu tiên mở và điều hành Phúc Giang thư viện – một điển hình về giáo dục tư thục Việt Nam thời bấy giờ. Nguyễn Huy Oánh là con trai của Khiết Nhạ hầu Nguyễn Huy Tựu, từng đỗ kỳ thi Hương làm đến chức Tham chính Thái Nguyên, hàm Công bộ Thượng thư.
Dòng họ Nguyễn Huy được xem là một trong những dòng họ lớn tại Hà Tĩnh. Hiện tại dòng họ đang lưu giữ "Mộc bản Trường Lưu" hay "Mộc bản Phúc Giang". Đây được xem là khối mộc bản duy nhất và cổ nhất về giáo dục của một dòng họ được lưu trữ tại Việt Nam và đã được Ủy ban Chương trình ký ức Thế giới khu vực châu Á – Thái Bình Dương (MOWCAP) công nhận là di sản tư liệu ký ức thế giới vào năm 2016. Dòng họ hày còn sở hữu một di sản khác là cuốn sách cổ "Hoàng Hoa sứ trình đồ" đã được UNESCO công nhận là di sản tư liệu ký ức thế giới, cùng các di tích được công nhận là di tích lịch sử cấp tỉnh và cấp quốc gia.

## Giáo dục
Từng theo học lớp chuyên Toán của Trường Trung học phổ thông chuyên, Trường Đại học Sư phạm Hà Nội, Nguyễn Huy Dũng đỗ vào trường Đại học Bách khoa Hà Nội. Lúc đang học năm thứ nhất đại học, ông nhận được học bổng toàn phần của Chính phủ Singapore và Chính phủ Việt Nam để du học chuyên ngành Công nghệ thông tin tại Đại học Công nghệ Nanyang (thường viết tắt là NTU), 1 trong 6 trường đại học công lập của Singapore. Đây là trường đứng thứ 11 trong bảng xếp hạng các trường đại học danh tiếng nhất trên thế giới và đứng thứ 4 về nhóm ngành Kỹ thuật, Công nghệ thông tin theo bảng xếp hạng đại học thế giới Quacquarelli Symonds vào năm 2020.

## Sự nghiệp
Sau khi tốt nghiệp Đại học ở Singapore, ông về nước làm việc tại Bộ Bưu chính, Viễn thông (sau năm 2007 là Bộ Thông tin và Truyền thông) và lần lượt trải qua nhiều vị trí như Chuyên viên, Phó Trưởng phòng, hàm Trưởng phòng. Khoảng năm 2008, ông được điều từ Ban Quản lý dự án Công nghệ thông tin về Phòng Thư ký – Tổng hợp của Văn phòng Bộ Thông tin và Truyền thông.

### Cục An toàn thông tin
Đến tháng 7 năm 2014, ông được bổ nhiệm làm Phó Cục trưởng Cục An toàn thông tin. Trong những năm đảm nhiệm Phó Cục trưởng, Nguyễn Huy Dũng đã tham gia nghiên cứu, chủ trì biên tập và hoàn thiện hành lang pháp lý, hệ thống tiêu chuẩn, quy chuẩn kỹ thuật cho an toàn thông tin và an ninh mạng Việt Nam. Tiêu biểu là Luật An toàn thông tin mạng được ban hành vào năm 2015 và các văn bản hướng dẫn thi hành luật. Tính riêng trong giai đoạn 2017–2019, Việt Nam đã tăng 50 bậc từ 100 lên 50 trong bảng xếp hạng toàn cầu về an toàn và an ninh mạng do Liên Hợp Quốc đánh giá. Đến năm 2020, Việt Nam đã đạt được vị trí thứ 25 trên bảng xếp hạng này.
Ngày 22 tháng 2 năm 2019, Cục trưởng Cục An toàn thông tin là Nguyễn Thanh Hải được bổ nhiệm giữ chức Cục trưởng Cục Bưu điện Trung ương, theo đó Nguyễn Huy Dũng được giao nhiệm vụ tạm thay quyền phụ trách vị trí Cục trưởng. Đến tháng 6 cùng năm thì ông chính thức được bổ nhiệm giữ chức Cục trưởng Cục An toàn thông tin. Lúc này Nguyễn Huy Dũng mới 36 tuổi, là Cục trưởng trẻ nhất của Bộ Thông tin và Truyền thông. Tháng 2 năm 2020, chỉ 1 năm sau khi bắt đầu công việc của Cục trưởng Cục An toàn thông tin, Nguyễn Huy Dũng được điều làm Cục trưởng Cục Tin học hóa cũng thuộc Bộ Thông tin và Truyền thông.

### Thứ trưởng trẻ nhất Việt Nam
Vào ngày 6 tháng 11 năm 2020, Nguyễn Huy Dũng chính thức được bổ nhiệm làm Thứ trưởng Bộ Thông tin và Truyền thông Việt Nam và trở thành Thứ trưởng trẻ tuổi nhất trong Chính phủ Việt Nam tại thời điểm đó. Sau khi trở thành Thứ trưởng, ông là người chịu trách nhiệm tham mưu, chủ trì biên tập và tổ chức triển khai Chương trình Chuyển đổi số quốc gia đến năm 2025, định hướng đến năm 2030. Là một Thứ trưởng trẻ tuổi được đào tạo chuyên ngành công nghệ thông tin hiếm hoi của Bộ Thông tin và Truyền thông, Nguyễn Huy Dũng được phân công giúp đỡ Bộ trưởng trong các lĩnh vực liên quan đến chuyển đổi số, kinh tế số, giao dịch điện tử, các công tác liên quan đến ứng dụng công nghệ thông tin, an toàn thông tin mạng, bưu chính và tần số vô tuyến điện. Trong giai đoạn làm Thứ trưởng này, ông đã góp phần không nhỏ vào việc giúp Việt Nam lọt vào nhóm quốc gia bậc 1 "kiểu mẫu" trong bảng xếp hạng về Chỉ số An toàn thông tin mạng toàn cầu (GCI) 2024 của Liên minh Viễn thông quốc tế, cũng như tăng 15 bậc về xếp hạng Chính phủ điện tử trong báo cáo Khảo sát Chính phủ điện tử 2024 của Liên Hợp Quốc.
Ngày 24 tháng 6 năm 2021, Bộ Y tế Việt Nam ban hành quyết định thành lập Ban Chỉ đạo Chiến dịch tiêm chủng vắc xin phòng COVID-19 toàn quốc, trong đó Nguyễn Huy Dũng là Phó trưởng ban kiêm đồng Trưởng Tiểu ban Ứng dụng Công nghệ thông tin quản lý tiêm chủng Vắc-xin COVID-19 và truyền thông. Trong bối cảnh Đại dịch COVID-19 tại Việt Nam đang bùng nổ, đây được xem là một bước đi quan trọng trong chiến dịch tiêm chủng phòng ngừa tại quốc gia này. Ngày 10 tháng 8, Bộ Thông tin và Truyền thông ban hành quyết định thành lập Ban điều hành triển khai Đề án đào tạo và phát triển nguồn nhân lực nguồn nhân lực an toàn thông tin giai đoạn 2021–2025 gồm 23 thành viên với Nguyễn Huy Dũng là trưởng ban và Cục trưởng Cục An toàn thông tin Nguyễn Thành Phúc là phó trưởng ban. Đến ngày 9 tháng 9, tại hội nghị lần thứ 5 của Ủy ban Trung ương Hội Liên hiệp Thanh niên Việt Nam khóa 8, Nguyễn Huy Dũng đã trở thành 1 trong 3 thanh niên được chọn bổ sung vào vị trí Phó chủ tịch Hội Liên hiệp Thanh niên Việt Nam. Đầu năm 2022, quyết định kiện toàn Ban chỉ đạo cải cách hành chính của Bộ Thông tin và Truyền thông được ban hành. Danh sách ban chỉ đạo gồm 24 thành viên với Nguyễn Huy Dũng là trưởng ban.
Tháng 4 năm 2023, Ban Chỉ đạo về tìm kiếm, xác định danh tính hài cốt liệt sĩ được thành lập sau quyết định số 459/QĐ-TTg của Thủ tướng Phạm Minh Chính. Trong đó Phó Thủ tướng Trần Hồng Hà là trưởng ban, Thứ trưởng Bộ Quốc phòng Võ Minh Lương và Thứ trưởng Bộ Lao động – Thương binh và Xã hội Nguyễn Bá Hoan là phó ban, cùng 8 ủy viên bao gồm Nguyễn Huy Dũng. Ngày 15 tháng 6, Hội thảo khoa học Quốc gia về chủ đề "An ninh mạng và Mật mã trong nền an ninh quốc gia" do Ban Cơ yếu Chính phủ, Hội đồng Lý luận Trung ương và Học viện Báo chí và Tuyên truyền phối hợp tổ chức đã diễn ra tại Học viện Kỹ thuật Mật mã. Hội thảo này là diễn đàn để tổ chức và cá nhân như các nhà lãnh đạo, chuyên gia, nhà khoa học trao đổi, thảo luận về các vấn đề liên quan đến an ninh mạng, mật mã và quản trị an ninh phi truyền thống, trọng tâm là an ninh mạng trong nền an ninh quốc gia. Có 8 tham luận được phát biểu tại hội thảo, trong đó Nguyễn Huy Dũng trình bày "Thực trạng quản trị an ninh mạng ở Việt Nam hiện nay và những vấn đề đặt ra trong quá trình quản trị an ninh mạng".
Ngày 16 tháng 1 năm 2024, Ban chấp hành Hiệp hội An ninh mạng quốc gia đã thống nhất bầu bổ sung Thứ trưởng Bộ Thông tin và Truyền thông Nguyễn Huy Dũng vào Ban chấp hành, làm Phó Chủ tịch Hiệp hội, đóng vai trò chỉ đạo kết nối hoạt động của Hiệp hội với các cơ quan thuộc Bộ TT&TT; đồng phụ trách Ban Nghiên cứu, tư vấn chính sách, pháp luật, bao gồm việc chịu trách nhiệm xây dựng kế hoạch, theo dõi, nắm bắt tình hình hoạt động, khó khăn vướng mắc và chỉ đạo, điều hành ban này.

### Chuyển công tác về Thái Nguyên
Ngày 6 tháng 9 năm 2024, Nguyễn Huy Dũng được bổ nhiệm làm Phó Bí thư Tỉnh uỷ Thái Nguyên nhiệm kỳ 2020–2025 và được bầu giữ chức Chủ tịch UBND tỉnh Thái Nguyên. Từ cuối năm, Việt Nam bắt đầu triển khai cải cách thể chế, tiến hành tinh gọn bộ máy nhà nước. Sau khi Nguyễn Huy Dũng được điều động về Thái Nguyên, ông phụ trách phối hợp với Tỉnh ủy Thái Nguyên để tiến hành triển khai cải cách này, cùng cố vai trò trung tâm vùng trung du miền núi phía Bắc Việt Nam của tỉnh Thái Nguyên. Sau khi tiến hành thực hiện sắp xếp lại trụ sở của các cơ quan tại 63 tỉnh thành, Thái Nguyên trở thành địa phương được chọn đặt trụ sở khu vực của nhiều cơ quan như trụ sở Ngân hàng Nhà nước khu vực V, Kho bạc Nhà nước khu vực VII và Chi cục Thuế khu vực VII.
Trong quá trình công tác tại tỉnh Thái Nguyên, Nguyễn Huy Dũng chú trọng vào các dự án phát triển hạ tầng giao thông, áp dụng các công nghệ mới như blockchain và AI, đồng thời phát huy các giá trị truyền thống của địa phương bao gồm võ cổ truyền và văn hóa xứ trà. Trong giai đoạn năm 2024–2025, ông đã thúc đẩy nhiều dự án mới cũng như đẩy nhanh tiến độ của những dự án cũ đã tạm dừng hoặc đình trệ liên quan đến phát triển hạ tầng và chuyển đổi số tại Thái Nguyên, bao gồm Dự án đường liên kết vùng nối các tỉnh Thái Nguyên – Bắc Giang – Vĩnh Phúc. Các dự án nổi bật của Thái Nguyên như Khu công nghệ thông tin tập trung Yên Bình, phim trường số và làng trà Việt cũng lần lượt được triển khai. Cuối năm 2024, Nguyễn Huy Dũng đã khởi xướng chương trình "Bình dân học AI" nhằm nâng cao năng lực số cho người dân Thái Nguyên. Chương trình này liên tục được các cơ quan, tổ chức tại Thái Nguyên hưởng ứng, đồng thời thu hút được sự quan tâm của truyền thông trong nước. Chương trình này vẫn tiếp tục được triển khai trong năm 2025. Tháng 1 năm 2025, Ủy ban nhân dân tỉnh Thái Nguyên đã tổ chức khai trương Gian hàng sản phẩm Thái Nguyên trên sàn thương mại điện tử Shopee và ký kết biên bản ghi nhớ giữa tỉnh Thái Nguyên và Công ty TNHH Shopee Việt Nam. Thái Nguyên trở thành tỉnh thành đầu tiên trên cả nước triển khai gian hàng sản phẩm của tỉnh trên sàn thương mại điện tử. Chương trình hợp tác này đã thu hút sự quan tâm của truyền thông trong bối cảnh Việt Nam đang thúc đẩy phát triển kinh tế – xã hội toàn diện.
Trong nhiệm kỳ ông Nguyễn Huy Dũng làm Chủ tịch UBND tỉnh Thái Nguyên, địa phương này trở thành nơi đầu tiên trong cả nước thành lập Ban Chỉ đạo triển khai Nghị quyết 57. Tỉnh đã ban hành 130 văn bản chỉ đạo, cụ thể hóa 92 nhiệm vụ quốc gia thành 212 chỉ tiêu địa phương; xác định một danh sách rõ ràng gồm 26 sản phẩm hữu hình cho năm 2025, bao gồm 4 công trình, 2 phần mềm và 20 mô hình ứng dụng. Trong giai đoạn này, Thái Nguyên đã có những thành tích phát triển nổi bật về chuyển đổi số như một trong những tỉnh dẫn đầu cả nước trong triển khai mạng 5G (đứng thứ 3 vào tháng 2 năm 2025). Tháng 4 năm 2025, Chính phủ Việt Nam đã công bố nhiều xếp hạng liên quan đến hành chính công năm 2024 của Ủy ban nhân dân các tỉnh, thành phố trực thuộc Trung ương như Chỉ số hài lòng của người dân đối với sự phục vụ của cơ quan hành chính nhà nước (SIPAS), Chỉ số cải cách hành chính (PAR INDEX) và Chỉ số hiệu quả quản trị và hành chính công cấp tỉnh (PAPI). Theo đó, Thái Nguyên xếp thứ 2 về chỉ số SIPAS, thứ 5 về chỉ số PAR, và thứ 4 về chỉ số PAPI.

### Ban Chỉ đạo Trung ương Nghị quyết 57
Năm 2025, Việt Nam tiến hành sáp nhập tỉnh thành và cải cách lại bộ máy quản trị các cấp chính quyền. Theo đó, tỉnh Bắc Kạn sẽ được hợp nhất cùng tỉnh Thái Nguyên kể từ ngày 1 tháng 7, đồng thời tỉnh Thái Nguyên mới sẽ tiến hành thành lập các tổ chức Đảng, Ủy ban nhân dân, Hội đồng nhân dân mới. Ngày 30 tháng 6, Văn phòng Trung ương Đảng đã chính thức công bố quyết định của Bộ Chính trị, Ban Bí thư về công tác cán bộ, trong đó quyết định ông Nguyễn Huy Dũng thôi giữ các chức vụ tại Thái Nguyên, điều động về đảm nhiệm chức vụ trong bộ máy trung ương. Bắt đầu từ ngày 1 tháng 7, khi mô hình chính quyền 2 cấp mới của Việt Nam chính thức đi vào hoạt động, Nguyễn Huy Dũng giữ vai trò Ủy viên chuyên trách Ban Chỉ đạo Trung ương về phát triển khoa học, công nghệ, đổi mới sáng tạo và chuyển đổi số. Ông được hưởng chế độ, chính sách tương đương Phó Trưởng ban Đảng Trung ương. Ban Chỉ đạo Trung ương này do Tổng Bí thư Tô Lâm làm Trưởng ban, nhằm chỉ đạo triển khai một trụ cột quan trọng trong "bộ tứ chiến lược" phát triển Đất nước trong kỷ nguyên mới.

## Giải thưởng
Năm 2005, khi vẫn còn là sinh viên đại học Nanyang, Nguyễn Huy Dũng đã tham gia cuộc thi Trí tuệ Việt Nam với vai trò trưởng nhóm Trường Sơn. Sản phẩm "Hệ thống công nghệ thông tin bác sĩ" của nhóm đã giành được giải Ba chung cuộc vào đúng ngày 1 tháng 1 năm 2006. Sau đó, sản phẩm tiếp tục trở thành 1 trong 9 đại diện của đoàn Việt Nam tham gia APICTA (The Asia Pacific ICT Alliance Awards, Giải thưởng Liên minh Công nghệ thông tin – Truyền thông Châu Á Thái Bình Dương) 2005 tổ chức tại Chiang Mai, Thái Lan.
Năm 2010, Nguyễn Huy Dũng là 1 trong 10 thanh niên Công nghệ thông tin được nhận Quả cầu Vàng của Trung ương Đoàn Thanh niên Cộng sản Hồ Chí Minh. Ngày 14 tháng 3 năm 2023, Nguyễn Huy Dũng lọt vào danh sách Lãnh đạo trẻ tiêu biểu toàn cầu (tiếng Anh: Young Global Leaders) do Diễn đàn Kinh tế thế giới bầu chọn. Ông cũng là người Việt Nam duy nhất lọt vào danh sách trong nhiệm kỳ này. Việc bầu chọn được diễn ra sau mỗi nhiệm kỳ kéo dài 6 năm với các ứng cử viên dưới 44 tuổi từ 70 quốc gia có thành tích xuất sắc ở các lĩnh vực.